# Македонський Олександр Юрійович
Олекса́ндр Ю́рійович Македо́нський — прапорщик Збройних сил України, 79-а аеромобільна бригада.
В часі бойових дій був поранений, прооперований. У жовтні 2014-го лікувався в Одеському військовому госпіталі.

## Нагороди
За особисту мужність і героїзм, виявлені у захисті державного суверенітету та територіальної цілісності України, вірність військовій присязі під час російсько-української війни, відзначений — нагороджений
- 27 червня 2015 року — орденом «За мужність» III ступеня.